# Hrabstwo Brown (Ohio)
Hrabstwo Brown – hrabstwo położone w stanie Ohio. W roku 2000 populacja wynosiła 42 285 osób. Siedzibą hrabstwa jest Georgetown, a samo hrabstwo zostało nazwane na cześć generała dywizji Jakuba Browna – oficera, który, na wojnie w 1812 r., został ranny w Bitwie pod Lundy’s Lane.

## Geografia
Zależnie od U.S. Census Bureau, całkowita powierzchnia hrabstwa wynosi 1 283km², ląd zajmuje 1 274km², a woda – 9km².

### Sąsiadujące hrabstwa
- Hrabstwo Clinton (od północy)
- Hrabstwo Highland (od północnego wschodu)
- Hrabstwo Adams (od wschodu)
- Hrabstwo Mason (od południa)
- Hrabstwo Bracken (od południowego zachodu)
- Hrabstwo Clermont (od zachodu)

## Demografia
Ze spisu ludności z 2000 r. wiadomo, że w hrabstwie jest 42 285 ludzi, 15 555 gospodarstw rolnych, oraz 11 790 rodzin. Gęstość populacji wynosi 33 osoby na km². Rozmieszczenie rasowe wygląda następująco: 98.08% zajmują Biali, 0.92% Czarni lub Afroamerykanie, 0.18% rdzenni Amerykanie, 0.13% Azjaci, 0.08% pozostałe rasy. 0.44% populacji to Hiszpanie i Latynosi. 29.5% stanowią Amerykanie, 28.2% Niemcy, 10.7% Anglicy i 10.2 Irlandczycy.
Spośród 15 555 gospodarstw rolnych 37.10% posiada dziecko poniżej 18 roku życia mieszkające z nimi, 61.30% to pary po związku małżeńskim mieszkające razem, 10.00% to gospodynie bez obecnych mężów, a 24.20% nie ma rodzin.
W hrabstwie 27.60% populacji ma poniżej 18 roku życia, 8.10% od 18 do 24, 30.30% od 25 do 44, 22.40% od 45 do 64 oraz 11.60% powyżej 65 roku życia. Mediana wieku wynosi 35 lat. Na każde 100 kobiet przypada 96.80 mężczyzn.

## Lokalizacje

### Wsie
- Aberdeen
- Fayetteville
- Georgetown
- Hamersville
- Higginsport
- Mount Orab
- Ripley
- Russellville
- St. Martin

### CDP
- Lake Lorelei
- Lake Waynoka

## Media
Radio
- WAXZ 97.7 (Georgetown)
- WAOL 99.5 (Ripley)

Gazety
- The News Democrat (Georgetown)
- The Brown County Press (Mount Orab)
- The County Free Press (Georgetown, Monthly)
- The Ripley Bee (Ripley, Weekly)
- Ohio's Brown County (Mount Orab, Daily Online Publication)